# 塞拉耶佛澤列茲尼察足球俱樂部
，是波斯尼亚和黑塞哥维那的一家職業足球俱樂部，位於波黑首都薩拉熱窩。名稱“Željezničar”的意思是鐵路工人，球隊由一群鐵路工人創建。
澤列茲尼察是波黑最成功的球隊之一，獲得過一次南斯拉夫足球甲級聯賽的冠軍和四次波斯尼亞和黑塞哥維那超級足球聯賽的冠軍。
澤列茲尼察的主要競爭對手是薩拉熱窩足球俱樂部，兩隊之間的比賽被稱為薩拉熱窩德比。澤列茲尼察是南斯拉夫時期波黑除薩拉熱窩之外參加頂級聯賽次數最多的球隊。

## 外部連結
- 官方网站  （波斯尼亞文）
- 官方球迷网站 （波斯尼亞文）